# Superferry 14
De Superferry 14 was een veerboot uit de Filipijnen die werd vernietigd door een bom op 27 februari 2004. Hierbij vielen 116 doden. Dit was daarmee de ergste terroristische aanslag ooit op de Filipijnen.
Op die dag voer de veerboot met circa 900 passagiers en bemanning de haven van Manilla uit, voor een reguliere dienst naar Bacolod, Cagayan en Iloilo City. Een televisie gevuld met 4 kilo TNT was ook aan boord geplaatst. Negentig minuten nadat de veerboot was vertrokken uit de haven, explodeerde de bom terwijl het schip ter hoogte van het eiland Corregidor in de Baai van Manilla was. Hierdoor brak brand uit in het ruim en begon water het schip binnen te komen waardoor het slagzij maakte. Sleepboten wisten het schip naar een baai bij Mariveles op het schiereiland Bataan te slepen, waar het liggend op de zij in ondiep water werd gestabiliseerd. 63 passagiers waren op slag dood en 53 mensen werden vermist of dood verklaard.
Ondanks verwijzingen naar terroristische groeperingen, werd uiteindelijk gedacht dat het om een ongeluk zou gaan dat veroorzaakt zou zijn door een gasexplosie. Na vijf maanden onderzoek werd echter het bewijs gevonden dat veerboot was gezonken als gevolg van een bomaanslag. Een man, genaamd Redendo Cain Dellosa, bekende dat hij de bom in de boot had geplaatst voor de Abu Sayyaf guerrillagroep.
President Gloria Macapagal-Arroyo kondigde op 11 oktober 2004 aan dat onderzoekers tot de conclusie waren gekomen dat de explosie was veroorzaakt door een bom. Ook zei ze dat zes verdachten waren gearresteerd die met de bom te maken hadden en dat de twee breinen achter de aanslag, Khadaffy Janjalani en Abu Sulaiman, nog op vrije voeten waren. Men neemt aan dat de reden voor de aanslag ligt in het feit dat de eigenaar van de veerboot weigerde om geld te betalen aan de Abu Sayyaf groep voor bescherming.
Op 24 juli 2008 werd in Bahrein Ruben Omar Pestano Lavilla jr. gearresteerd. Lavilla, de oprichter van de Filipijnse terreurbeweging Rajah Sulaiman Movement die banden zou hebben met Abu Sayyaf en Jemaah Islamiah, werd er door de Filipijnse regering van verdacht een van de meesterbreinen achter de aanslag geweest te zijn. De voorzitter van de antiterrorismeraad en eerste minister Eduardo Ermita kondigde op 30 augustus aan dat Lavilla van Bahrein was uitgeleverd aan de Filipijnen. Lavilla die op de zwarte lijst van terroristen van de Veiligheidsraad van de Verenigde Naties staat wordt ook verdacht van de bomaanslagen op 14 februari 2005 in Glorietta Mall.